# 彼得·馬法尼·穆松格
彼得·馬法尼·穆松格（法語：Peter Mafany Musonge；1942年12月3日—）是喀麥隆政治家，曾經在1996年9月至2004年12月8日期間擔任喀麥隆總理。